# Dry Ridge (Ohio)
Dry Ridge é um lugar designado pelo censo localizado no condado de Hamilton no estado estadounidense de Ohio. No Censo de 2010 tinha uma população de 2.782 habitantes e uma densidade populacional de 259,39 pessoas por km².

## Geografia
Dry Ridge encontra-se localizado nas coordenadas 39° 15′ 32″ N, 84° 38′ 02″ O. Segundo a Departamento do Censo dos Estados Unidos, Dry Ridge tem uma superfície total de 10.73 km², da qual 10.73 km² correspondem a terra firme e (0%) 0 km² é água.

## Demografia
Segundo o censo de 2010, tinha 2.782 habitantes residindo em Dry Ridge. A densidade populacional era de 259,39 hab./km². Dos 2.782 habitantes, Dry Ridge estava composto pelo 93.1% brancos, o 4.21% eram afroamericanos, o 0.04% eram amerindios, o 1.58% eram asiáticos, o 0% eram insulares do Pacífico, o 0.22% eram de outras raças e o 0.86% pertenciam a duas ou mais raças. Do total da população o 1.83% eram hispanos ou latinos de qualquer raça.